# دلماس
دلماس (انگلیسی: Delmas) شرکت کشتیرانی فرانسوی است، که در سال ۱۸۶۷ تأسیس شد.